# Dashiell Hammett

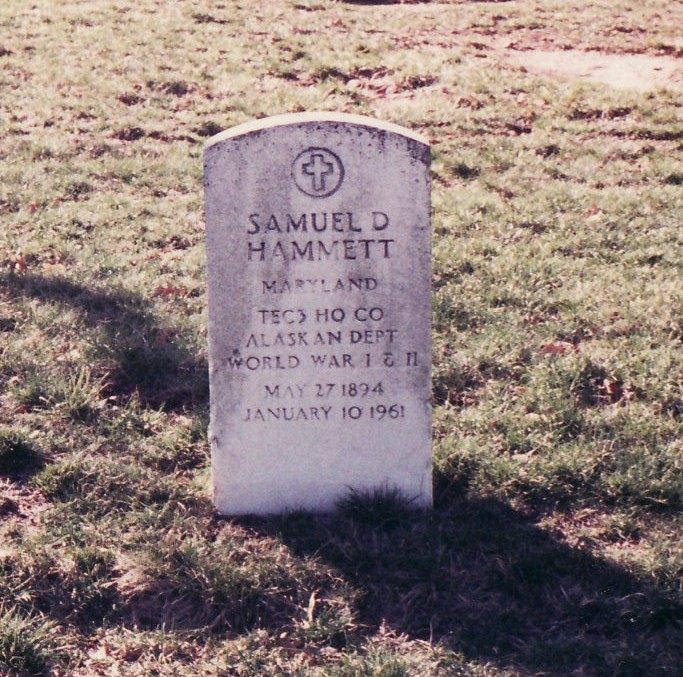
Grób Dashiella Hammetta na Narodowym Cmentarzu w Arlington

Samuel Dashiell Hammett (ur. 27 maja 1894 w hrabstwie Saint Mary’s w stanie Maryland, zm. 10 stycznia 1961 w Nowym Jorku) – amerykański autor powieści kryminalnych i opowiadań detektywistycznych, scenarzysta filmowy. Uchodzi za twórcę gatunku literackiego zwanego czarnym kryminałem.

## Życiorys
Jego rodzicami byli Richard Thomas Hammett i Annie Bond Dashiell (forma Dashiell to zanglicyzowana postać francuskiego: De Chiel). Dorastał w Filadelfii i Baltimore. Sam (tak był nazywany zanim zaczął pisać) porzucił szkołę w wieku 13 lat i wykonywał różne prace, zanim zatrudnił się w Narodowej Agencji Detektywistycznej Pinkertona w San Francisco. Pracował w niej jako detektyw od 1915 do 1921, z przerwą na służbę wojskową podczas I wojny światowej. Służył w Zmotoryzowanym Korpusie Medycznym US Army. Zachorował na „hiszpankę”, a później zapadł na gruźlicę i w rezultacie okres wojenny spędził jako pacjent w szpitalu w Ameryce. W 1921 ożenił się z pielęgniarką, Josephine Dolan. Miał z nią dwie córki: Mary Jane (ur. 1921) i Josephine (ur. 1926). Następnie podjął pracę w reklamie, ale po pewnym czasie zajął się pisarstwem. Inspirację dała mu praca prywatnego detektywa, którym także jest bohater jego powieści – Sam Spade.
W 1930 zaangażował się uczuciowo w związek z Nell Martin, autorką opowiadań i powieści. Zadedykował jej Szklany klucz, a ona jemu w rewanżu – powieść Kochankowie powinni się pobierać (Lovers Should Marry). W 1931 poznał dramatopisarkę Lillian Hellman i miał z nią trwający trzydzieści lat romans.
Najbardziej znaną książką Hammetta jest Sokół maltański, bestsellerowa powieść, którą trzykrotnie filmowano (1931, 1936, 1941). Najlepszą i zarazem najpopularniejszą ekranizacją, będącą klasyczną pozycją filmu noir jest obraz Johna Hustona (Sokół maltański) z 1941, z Humphreyem Bogartem w roli głównej.
Ostatnią powieść napisał w 1934. Resztę życia poświęcił działalności lewicowej. Stał się skrajnym antyfaszystą, a w 1937 wstąpił do Komunistycznej Partii Stanów Zjednoczonych i w okresie współpracy niemiecko-radzieckiej działał w Keep America Out of War Committee, przeciwko włączeniu się Stanów Zjednoczonych do II wojny światowej. W 1942, po Pearl Harbor, wstąpił do wojska. Pomimo iż był inwalidą wojennym z I wojny – ofiarą gruźlicy – użył swoich wpływów, aby ponownie przystąpić do służby. Większość wojny spędził jako sierżant na Aleutach, gdzie redagował gazetę wojskową. Skończył wojnę z rozedmą płuc.
W 1951 przez 5 miesięcy przebywał w więzieniu za lekceważenie sądu (odmowę zeznań). W latach 50. był przesłuchiwany przez komisję Kongresu Stanów Zjednoczonych (maccartyzm). Złożył oświadczenie na temat swojej działalności politycznej, po czym odmówił dalszej współpracy z komisją, która w konsekwencji umieściła go na tzw. czarnej liście Hollywoodu.
Przez wiele lat borykał się z chorobą alkoholową. Zmarł 10 stycznia 1961 w nowojorskim szpitalu Lenox Hill na raka płuca, zdiagnozowanego dwa miesiące przed śmiercią.

## Twórczość

### Powieści
- 1929 Krwawe żniwo (Red Harvest, wyd. pol. 1930)
- 1929 Klątwa Dainów (The Dain Curse, wyd. pol. 1993)
- 1930 Sokół maltański (The Maltese Falcon, wyd. pol. 1963)
- 1931 Szklany klucz (The Glass Key, wyd. pol. 1993)
- 1934 Papierowy człowiek (The Thin Man, wyd. pol. 1965)

### Opowiadania
- 1922 The Barber and his Wife
- 1922 The Parthian Shot
- 1922 The Great Lovers
- 1922 Immortality
- 1922 The Road Home
- 1923 The Master Mind
- 1923 The Sardonic Star of Tom Doody
- 1923 The Joke on Eoloise Morey
- 1923 Holiday
- 1923 The Crusader
- 1923 The Green Elephant
- 1923 The Dimple
- 1923 Laughing Masks
- 1923 Tom, Dick albo Harry w zeszycie Dwaj detektywi (Tom, Dick, or Harry, wyd. pol. 1987, Warszawa Iskry)
- 1923 Nocne strzały w zbiorze opowiadań Miejskie historie (Night Shots, wyd. pol. C&T, Toruń 2010)
- 1923 Godzina w zbiorze opowiadań Miejskie historie (One Hour, wyd. pol. C&T, Toruń 2010)
- 1923 Śmierć na Pine Street w zbiorze opowiadań Miejskie historie (Death on Pine Street, wyd. pol. C&T, Toruń 2010)
- 1923 Morderca posiłkowy w zbiorze opowiadań Miejskie historie (The Assistant Murderer, wyd. pol. C&T, Toruń 2010)
- 1923 The House Dick
- 1923 Anioł z okienka w zbiorze opowiadań Miejskie historie (The Second-Story Angel, wyd. pol. C&T, Toruń 2010)
- 1923 The Man Who Killed Dan Odams
- 1923 Afraid of a Gun
- 1923 Zigzags of Treachery
- 1923 Idiotyczna sprawa w zeszycie Osmalona fotografia (The Gatewood Caper, wyd. pol. 1988, Warszawa Iskry) oraz jako Afera Gatewoodów w miesięczniku Literatura nr 3 z 1987
- 1923 Nie tylko podpalenie w zbiorze opowiadań Arcydzieła czarnego kryminału (Arson Plus, Prószyński i S-ka, 2008)
- 1924 Itchy
- 1924 Esther Entertains
- 1924 Złota podkowa (The Golden Horeseshoe, wyd. pol. 1988, Warszawa Iskry)
- 1924 Dziesiąty ślad w zeszycie Złota podkowa (The Tenth Clew, wyd. pol. 1988, Warszawa Iskry)
- 1924 Dom przy Turk Street w zeszycie Dziewczyna o srebrnych oczach (The House in Turk Street, wyd. pol. 1988, Warszawa Iskry)
- 1924 Kto zabił Boba Teala? w zbiorze opowiadań Miejskie historie (Who Killed Bob Teal?, wyd. pol. C&T, Toruń 2010)
- 1924 Miasteczko z koszmarów w zbiorze opowiadań Miejskie historie (Nightmare Town, wyd. pol. C&T, Toruń 2010)
- 1924 Dziewczyna o srebrnych oczach (The Girl with the Silver Eyes, wyd. pol. 1988, Warszawa Iskry)
- 1925 Another Perfect Crime
- 1925 Ber-Bulu
- 1925 Dwie martwe Chinki (Dead Yellow Women, wyd. pol. 1987, Warszawa Iskry)
- 1925 The Gutting of Couffignal
- 1925 Osmalona fotografia (wyd. pol. 1988, Warszawa Iskry) lub Osmalona twarz w zbiorze opowiadań Wielki skok (The Scorched Face, wyd. pol. AMAX, Warszawa 1992)
- 1925 The Whosis Kid
- 1925 Corkscrew
- 1925 Żona zbira w zbiorze opowiadań Miejskie historie (Ruffian's Wife, wyd. pol. C&T, Toruń 2010)
- 1926 The Advertising Man Writes a Love Letter
- 1927 Wielki skok w zbiorze opowiadań Wielki skok (The Big Knockover, wyd. pol. AMAX, Warszawa 1992)
- 1927 Main nie żyje w zeszycie Lep na muchy (The Main Death, wyd. pol. 1987, Warszawa Iskry)
- 1927 Nagroda za morderstwo (wyd. pol. 2013, Damidos) lub 106.000 dolarów nagrody za... w zbiorze opowiadań Wielki skok (wyd. pol. AMAX, Warszawa 1992) ($106,000 Blood Money)
- 1928 This King Business
- 1929 Lep na muchy (Fly Paper, wyd. pol. 1987, Warszawa Iskry)
- 1930 Morderstwo w Farewell w zbiorze opowiadań Od Stevensona do Hammeta: Opowiadania kryminalne (The Farewell Murder, wyd. pol. Nakom, Poznań 1990)
- 1932 Sam Spade, detektyw prywatny w zeszycie Dwaj detektywi (A Man Called Spade, wyd. pol. 1987, Warszawa Iskry)
- 1932 Zbyt wielu ich żyło w zbiorze opowiadań Miejskie historie (Too Many Have Lived, wyd. pol. C&T, Toruń 2010)
- 1932 Powieszą cię tylko raz w zbiorze opowiadań Miejskie historie (They Can Only Hang You Once, wyd. pol. C&T, Toruń 2010)
- 1933 Night Shade
- 1934 Dwa ostre noże w zbiorze opowiadań Miejskie historie (Two Sharp Knives, wyd. pol. C&T, Toruń 2010)
- 1934 Menedżer własnego brata w zbiorze opowiadań Miejskie historie (His Brother's Keeper, wyd. pol. C&T, Toruń 2010)
- 1934 This Little Pig
- 1961 A Man Called Thin